# Confederația Africană de Fotbal
CAF sau Confederation of African Football este forul suprem de fotbal din Africa. A fost fondat în 1957.

## Comitetul executiv

### Conducere
- Președinte: Issa Hayatou
- Primul vice-președinte: Général Seyi Memene
- Al doilea vice-președinte: Molefi Oliphant

### Membrii
- Amadou Diakité
- Adoum Djibrine
- Dr. Amos Adamu
- Mohamed Raouraoua
- Moses  Baransananiye
- Suketu Patel
- Hani Aboo Rida
- Almamy Kabele Camara
- Celestin Musabyimana
- Thierry Kamach (Republica Centrafricană)
- Slim Aloulou
- Secretar General: Mustapha Fahmy

### Membrii Comitetul ExecutivFIFA
- Slim Chiboub
- Jacques Anouma

## Competiții organizate
- Cupa Africii pe națiuni MTN
- MTN Champions League
- Cupa Confederațiilor

## Președinții CAF
| Nr. | Președinte                | Din  | Până în | Naționalitate |
| --- | ------------------------- | ---- | ------- | ------------- |
| 1   | Abdel Aziz Abdallah Salem | 1957 | 1958    | Egipt         |
| 2   | Abdel Aziz Moustafa       | 1958 | 1968†   | Egipt         |
| 3   | Abdel Halim Mohammad      | 1968 | 1972†   | Sudan         |
| 4   | Ydnekatchew Tessema       | 1972 | 1987†   | Etiopia       |
| 5   | Abdel Halim Mohammad      | 1987 | 1988‡   | Sudan         |
| 6   | Issa Hayatou              | 1988 | prezent | Camerun       |

† A primit titlul de președinte onorific.